# Kola (schiereiland)
Kola (Russisch: Кольский полуостров; Kolski poloeostrov) is een schiereiland in het uiterste noordwesten van Rusland, dat is gelegen tussen de Barentszzee in het noorden en de Witte Zee in het oosten en zuiden. De westgrens wordt gevormd door een geologische breuklijn die de lijn Moermansk-Kandalaksja volgt. Op deze lijn ligt ook het Imandrameer, het grootste meer van de regio. Bestuurlijk behoort het geheel tot de oblast Moermansk. Het schiereiland meet ongeveer 100.000 vierkante kilometer en heeft 880.000 inwoners.
Moermansk is de belangrijkste plaats op het schiereiland en was tijdens de Tweede Wereldoorlog de belangrijkste aanvoerlijn voor de Russen. Tijdens de Koude Oorlog was Kola strategisch van zeer groot belang. Kola is voor Rusland een dumpplaats voor nucleair afval en afval van zware metalen geworden.
Kola, dat vrijwel geheel boven de Poolcirkel ligt, heeft dankzij de Golfstroom een ijsvrije noordkust en een relatief mild klimaat. Het grootste deel van het schiereiland bestaat uit toendra; in het zuiden is een strook taiga. De noordelijke kust, de Moerman-kust, bestaat uit hoge kliffen, de oostelijke Ter-kust is wat lager en de zuidelijke Kandalaksja-kust is zeer laag en moerassig.
In het zuidwesten van Kola liggen de Chibinen, een gebergte dat delfstoffen herbergt. De mineralen apatiet en nefelien komen nergens ter wereld in grotere hoeveelheden voor. Uit apatiet wordt fosfor gewonnen voor de kunstmestproductie en nefelien is een grondstof voor aluminium. Kirovsk en Apatity zijn de mijnbouwcentra.
Kola maakt deel uit van Lapland. De meeste van de inwoners, die grotendeels langs de kust wonen, zijn Russen. In het binnenland wonen Samische rendierhouders, sprekers van het Kildin-Samisch, wier voorouders de oorspronkelijke bewoners zijn van het gebied. Hun centrum is Lovozero. De andere Samische talen van Kola zijn vrijwel uitgestorven.
Na de ontberingen op Nova Zembla zetten Willem Barentsz en zijn mede-ontdekkingsreizigers koers naar Kola. Onderweg stierf Barentsz, maar zijn metgezellen bereikten hun doel.

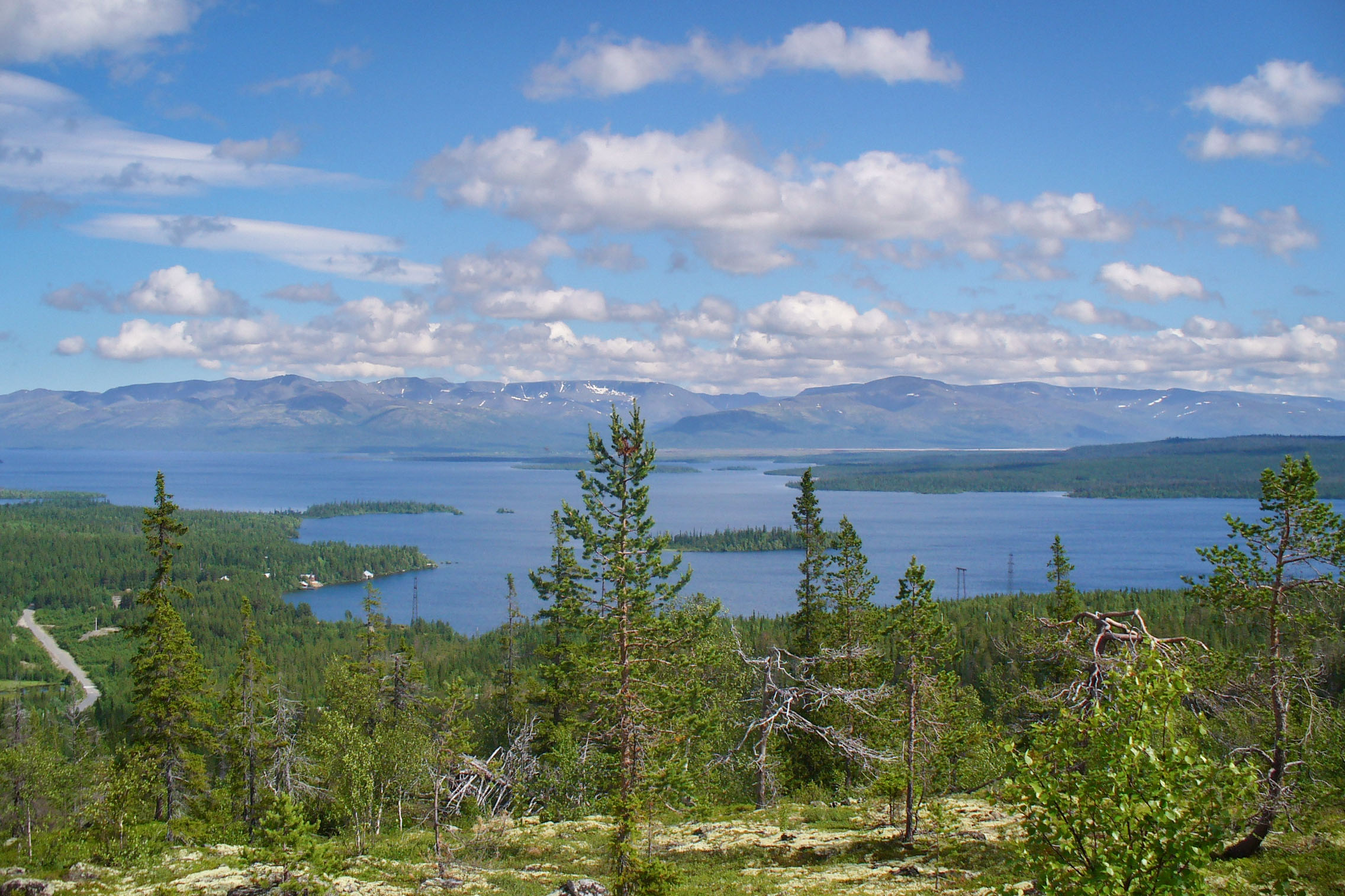
Gezicht over het Imandrameer
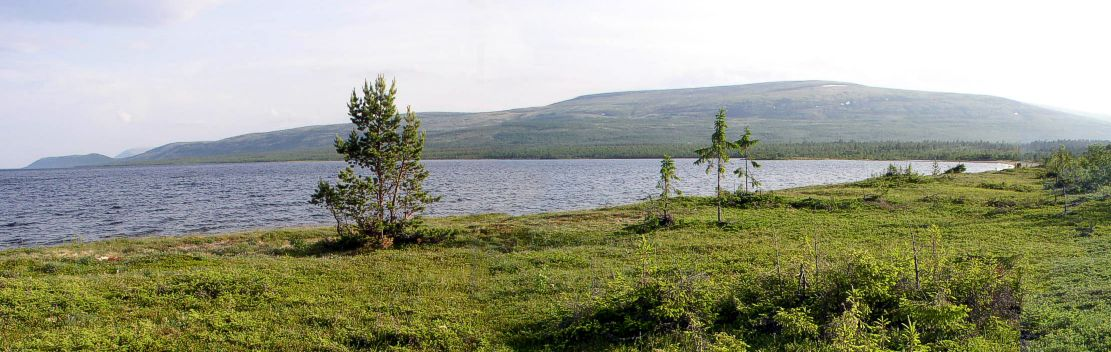
Gezicht over het meer Oembozero
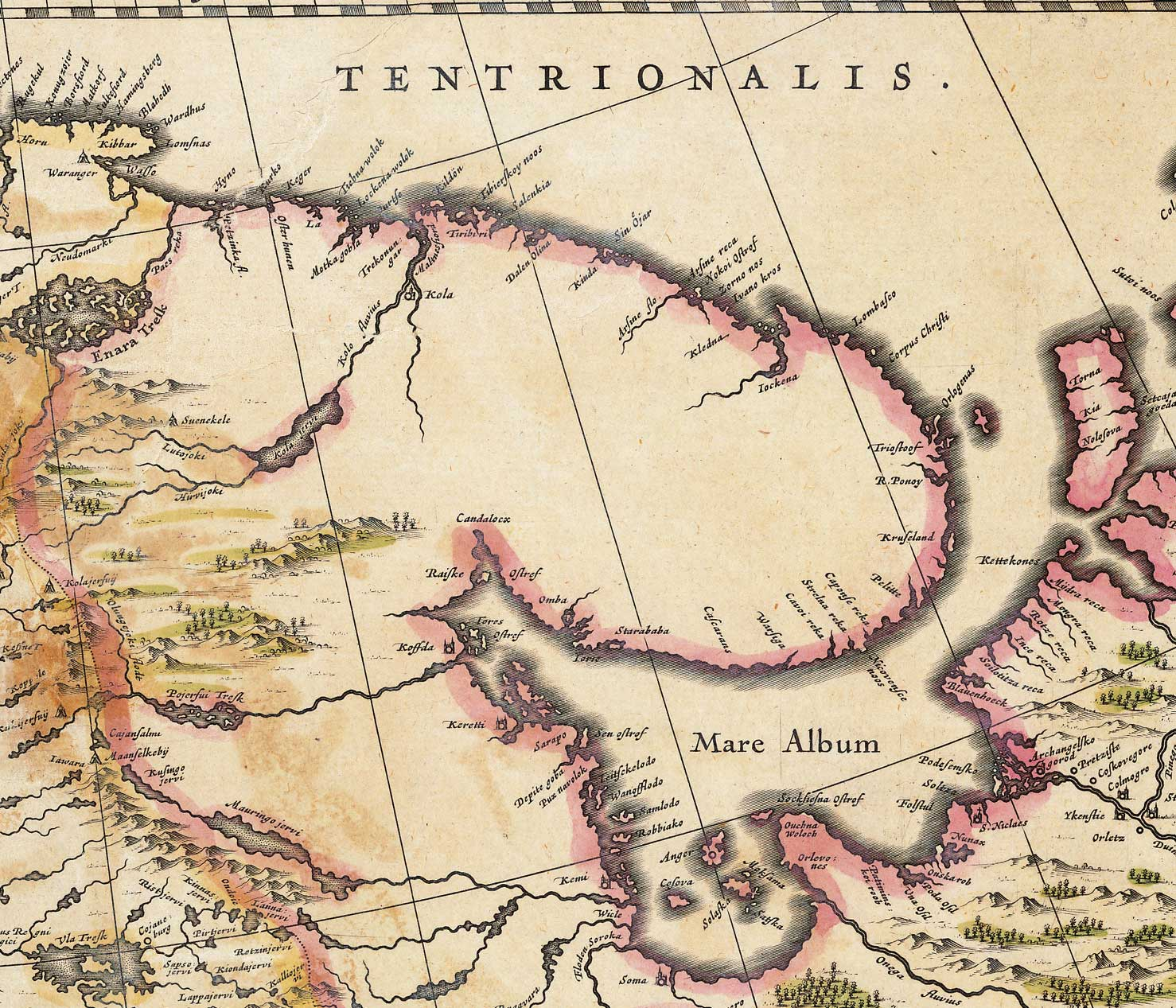
Kaart van het schiereiland Kola met omringende zeeën uit de Novus Atlas van de Nederlandse cartograaf Willem Blaeu (1635)